# Збудінне
«Збудінне» («Пробудження») — білоруська газета товариства «Полісся». Видавалася у 1989—1995 роках у Мінську, окремі матеріали публікувалися російською та білоруською мовами. Стояла на засадах існування окремого від українців народу «західних поліщуків». На думку українського діяча з Берестейщини Володимира Леонюка головною метою газети було дезорганізати український рух на Берестейщині та створити сепаратистські настрої на території північно-західної України.
Попередником газети було видання «Балесы Полісься» — спочатку як рубрики газети «Чырвоная змена», потім — у самвидаві. Головними редакторами були Микола Шелягович (до № 8(13)/1990), Валерій Калиновський (починаючи з № 8(13)/1990).
«Збудінне» видавалася «язичієм», «західнополіською мовою» (видозміненою редакцією газети західнополіською говіркою української мови), інколи білоруською та російською мовами. До редакційної ради входили Микола Герасимик, Володимир Ківатицький, Олександр Лукашук, Василь Бриль, Віктор Лазарук та інші.

## Програмні статті
- Програма ГКЗ «Полісьсе» (Збудінне, 1990/4).
- Стаття Миколи Шеляговича «С кем идет „Полісьсе“?» (Збудінне, 1990/8).
- Стаття Миколи Шеляговича «Ятвяжская национальная партия» (Збудінне, 1990/7).